# Municipio de Wilkins
El municipio de Wilkins (en inglés: Wilkins Township) es un municipio ubicado en el condado de Allegheny en el estado estadounidense de Pensilvania. En el año 2000 tenía una población de 6.917 habitantes y una densidad poblacional de 1,017.2 personas por km².

## Geografía
El municipio de Wilkins se encuentra ubicado en las coordenadas 40°25′22″N 79°49′25″O / 40.42278, -79.82361.

## Demografía
Según la Oficina del Censo en 2000 los ingresos medios por hogar en la localidad eran de $37,439 y los ingresos medios por familia eran $47,882. Los hombres tenían unos ingresos medios de $37,127 frente a los $31,101 para las mujeres. La renta per cápita para la localidad era de $24,515. Alrededor del 6,4% de la población estaban por debajo del umbral de pobreza.